# Barbara (Itàlia)
Barbara és un comune (municipi) de la província d'Ancona, a la regió italiana de les Marques, situat a uns 40 quilòmetres a l'oest d'Ancona. A 1 de gener de 2019 la seva població era de 1.327 habitants.
Barbara limita amb els següents municipis: Arcevia, Castelleone di Suasa, Ostra Vetere i Serra de' Conti.